# Treće europsko nogometno natjecanje reprezentacija hrvatskih nacionalnih manjina 2011.
Treće Europsko nogometno natjecanje reprezentacija hrvatskih nacionalnih manjina, održano je u Zagrebu je 17. i 19. lipnja 2011. godine u organizaciji Hrvatskog nogometnog saveza i pod pokroviteljstvom GNK Dinama iz Zagreba.
Pobjednik je izborio nastup na 4. europskom prvenstvu klubova koje su utemeljili Hrvati u dijaspori, koje se trebalo održati 2012. u Beču.

## Mjesta odigravanja
Igralo se na igralištima u Zagrebu, Zaboku, Dubravi Zabočkoj i Donjoj Stubici.

## Sudionici
Sudjelovali su izabrani sastavi Hrvata iz Austrije, Crne Gore, Italije, Makedonije, Mađarske, Rumunjske, Slovačke, Slovenije (sastav iz Pirana) i Srbije (trener/izbornik: Mirko Poljaković). Talijanski Hrvati nastupili su po prvi puta.
Pobjeda na ovom turniru donosi pravo sudjelovanja na velikom europskom prvenstvu klubova koje su utemeljili Hrvati koji žive izvan domovine a koje se treba održati 2012. godine. Prvenstvo će se održati u Austriji. Pobjednik s tog turnira će sudjelovati na svjetsko prvenstvo klubova koje su utemeljili Hrvati. 
Otvaranje je bilo 18. lipnja u Donjoj Stubici u 18 sati, a završni susret se igrao 19. lipnja na Maksimiru u 9 sati.
Igralo se u trima skupinama.
- skupina A (Zabok): Italija (moliški Hrvati), Slovačka, Slovenija

- skupina B (Donja Stubica): Mađarska, Makedonija, Srbija (vojvođanski Hrvati)

- skupina C (Dubrava Zabočka): Austrija (gradišćanski Hrvati), Crna Gora, Rumunjska

## Sastavi
- Hrvati iz Austrije: igrači su iz Stinjaka. Vođa puta Mate Kliković (izabran predsjednikom Vijeća europskih autohtonih manjin, sekcija nogomet)

## Rezultati
- 17. lipnja

Hrvati iz Srbije - Hrvati iz Makedonije 4:0 (strijelci: Vuković, Zeljko, Gašparović)
Hrvati iz Srbije - Hrvati iz Mađarske 1:0 (strijelci: Saulić 90')
- 18. lipnja
- Donja Stubica: Hrvati iz Austrije - Hrvati iz Rumunjske 4:2
- Donja Stubica: Hrvati iz Austrije - Hrvati iz Crne Gore 3:2

- 19. lipnja 2011.
doigravanje za poredak od 7. – 9. mjesta

Hrvati iz Rumunjske - Hrvati iz Italije 3:0

Hrvati iz Rumunjske - Hrvati iz Makedonije 5:2

Hrvati iz Makedonije - Hrvati iz Italije 2:1
- doigravanje za poredak od 4. – 6. mjesta

Hrvati iz Slovačke - Hrvati iz Crne Gore 3:0

Hrvati iz Mađarske - Hrvati iz Crne Gore 4:1

Hrvati iz Mađarske - Hrvati iz Slovačke 4:2

- stadion u Maksimiru, za 1. – 3. mjesto

Hrvati iz Austrije - Hrvati iz Slovenije 1:1 (6:5) // igrano u Zaboku, rezultat 1:1, jedanaesterci 8:7

Hrvati iz Srbije - Hrvati iz Austrije 1:0 (strijelac: Godar)

Hrvati iz Srbije - Hrvati iz Slovenije 2:0 (strijelci: Ilovac, Srđan Vuković – 11 m)
Završni susret je pratila i Hrvatska radiotelevizija.

## Konačni poredak
1. Hrvati iz Srbije (vojvođanski Hrvati)

2. Hrvati iz Austrije (gradišćanski Hrvati)

3. Hrvati iz Slovenije

4. Hrvati iz Mađarske

5. Hrvati iz Slovačke

6. Hrvati iz Crne Gore

7. Hrvati iz Rumunjske

8. Hrvati iz Makedonije

9. Hrvati iz Italije

### Prvaci
Trener i izbornik prvaka: Marinko Poljaković.
Kapetan je Filip Ilovac. Većinu igrača su činili igrači iz Bačke, a osim njih su bili igrači iz Tavankuta (Godar), Sombora (Vuković) te po prvi puta igrači iz Srijema (Beočin), Novog Sada (Zeljko) i Zemuna.

## Priznanja
Najbolji vratar: Dejan Žunić (Hrvati iz Slovenije) 

Najbolji igrač: Milan Janković (Hrvati iz Austrije)

Najbolji strijelac: Milan Janković (Hrvati iz Austrije, ASKÖ Stinjaki), četiri pogotka 

Fair-play: Hrvati iz Italije

## Vanjske poveznice
- Slobodan Ghera: Treće europsko nogometno natjecanje reprezentacija hrvatskih nacionalnih manjina 2011.  Arhivirana inačica izvorne stranice od 31. ožujka 2018. (Wayback Machine), Hrvatska grančica, 5. kolovoza 2011.
- 3. europsko nogometno natjecanje reprezentacija hrvatskih nacionalnih manjina, Radio Dux, 23. lipnja 2011.
- Galerija fotografija Vojvođanski Hrvati osvojili su 3. Europsko prvenstvo hrvatskih nacionalnih manjina[neaktivna poveznica]
- Završeno 3. Europsko prvenstvo hrvatskih nacionalnih manjina, Hrvatski nogometni savez, 30. studenoga 2012.
- Zlatko Žužić: Vojvodjanski Hrvati dobitniki 3. Europskoga nogometnoga prvenstva autohtonih hrvatskih manjin  Arhivirana inačica izvorne stranice od 4. ožujka 2016. (Wayback Machine), Hrvatske novine - tajednik gradišćanskih Hrvatov, 1. srpnja 2011.